# Пам'ятники Запоріжжя
Стаття Пам'ятники Запоріжжя призначена для ознайомлення, в тому числі й візуального зі зразками міської скульптури обласного центра Південної України міста Запоріжжя.
Багата на події історія міста, на території якого в тому числі розташовувалась одна із Запорозьких Січей, залишила у зовнішньому обліку сучасного великого міста свої численні сліди. У місті гідно, в тому числі і засобами монументального мистецтва, вшанована славна козацька минувщина краю
Також у Запоріжжі численні пам'ятки на вшанування подвигу радянських воїнів і простих людей у Другій світовій війні.
У місті встановлено значне число монументів діячам культури і науки України.
Переважна більшість запорізьких пам'ятників була встановлена у радянські часи і нині дбайливо охороняються. Із незалежністю України від 1991 року в Запоріжжі було відкрито ряд пам'ятників і пам'ятних знаків на відзначення українських національних діячів, подій історії України, пам'ять про які замовчувалася за часи СРСР або свідомо викривлювався голодомор, а також з нагоди трагічних подій радянської повоєнної історії (Війна в Афганістані (1979—1989), Чорнобильська катастрофа).
Протягом кількох останніх років відбувається поступова реконструкція пам'ятників, площ, вулиць.  [Архівовано 27 листопада 2020 у Wayback Machine.]
1 лютого 2020 року у Запоріжжі презентували інтерактивну мапу пам'яток архітектури місцевого значення. Її головна мета — поінформувати громадськість та підприємців про історичні ареали та пам'ятки архітектури міста.

## Перелік пам'ятників
| Перелік пам'ятників                                                                                              |                   |                                                                                        |      | |
| Назва | Рік встановлення  | Розташування                                                                           | Фото | Короткі відомості |
| Михайлу Глінці, пам'ятник                                                                                        | 1955              | Соборний проспект, 183 Запорізька обласна філармонія                                   |      | Над його створенням працювали пітерські скульптори. Фігуру відливали тоді ще в Ленінграді. Загальна висота монумента перевищує 3 метри. Скульптура композитора вилита з бронзи, а постамент виготовлений з граніту. Автор пам'ятника доклав чимало зусиль, щоб якомога чіткіше передати характер композитора. Положення рук, задума в погляді і якась невловима ейфорія — все відповідає природі Михайла Глінки                                                                              |
| Борцям революції, обелиск                                                                                        | 1927 (1956)       | Майдан Волі                                                                            |      | |
| Анатолію Кузьміну, пам'ятник                                                                                     | 1958              | Південне шосе, 70                                                                      |      | Першому директору заводу «Дніпроспецсталь», міністру чорної металургії СРСР. Скульптор Б. Саркісова, архітектор Є. Євстаф'єв |
| Танковому екіпажу Т-34, пам'ятник                                                                                | 1960              | Майдан Університетський                                                                |      | Екіпажу танка Т-34: його командиру лейтенанту, Герою Радянського Союзу (посмертно) Миколі Яценко, старшому сержанту Георгію Барікуну та старшому сержанту Михайлу Лебедєву, які з ротою автоматників перші увірвалися (і загиблим в вуличних боях) під час визволення Запоріжжя від німецько-фашистських загарбників у жовтні 1943 року |
| Металургу, пам'ятник                                                                                             | 1963              | Проспект Металургів                                                                    |      | Автором пам'ятника є відомий запорізький скульптор Іван Носенко. 10 липня 2012 року, напередодні Дня металургу відбулося відкриття реконструйованого пам'ятника металургу. Останній раз реконструкція пам'ятника була проведена у 2016 році, його відкриття відбулося 8 липня |
| Комбат, пам'ятник                                                                                                | 9 травня 1965     | Алея Слави                                                                             |      | Наприкінці Алеї Слави встановлений барельєф «Комбат» (скульптор — Носенко І., архітектори — Василевський С., Федоренко В.). Під час Другої світової війни знімок фронтового кореспондента Макса Альперта, на якому легендарний комбат закликає до бою облетів весь світ |
| Монумент Слави, встановлений на місці переправи (форсування) через Дніпро в жовтні-листопаді 1943 року, монумент | 1968              | Лівий берег Дніпра, південна околиця Запоріжжя, біля профілакторію ЗАЗ                 |      | Скульптори — А. А. Балакальчук, Б. І. Рапопорт, М. Худас, архітектор — Ю. Єгоров, інженер — Ю. Лущинський |
| Полеглим десантникам групи Шепеля В. П. під час Другої світової війни, пам'ятник                                 | 1970              | Платонівський сквер, Транспортна площа, біля заводоуправління                          |      | |
| Радянським льотчикам, що звільняли Запоріжжя під час Другої світової війни, пам'ятник                            | 1974              | Бульвар Шевченка                                                                       |      | У 1974 році на честь радянських льотчиків, що брали участь у Другій світовій війні було встановлено літак МіГ-19, пізніше, у 1997 році, він був змінений відновленим винищувачем часів війни Ла-5. 2 травня 2022 року на стелі пам'ятника декомунізована радянська символіка, а 6 травня 2022 року — пам'ятник оформлений у національній символиці |
| «Скорботна мати», меморіал                                                                                       | 1975              | Гребельна вулиця                                                                       |      | Меморіальний комплекс на честь радянських воїнів, полеглих в боях за визволення Запоріжжя від гітлерівських військ. Скульптор — Владлен Дубинін |
| 152 мм гаубиця-пушка МЛ-20, пам'ятник                                                                            | 1975              | Гребельна вулиця                                                                       |      | Пам'ятник гаубиці-гарматі часів Другої світової війни |
| Воїнам-автомобілістам — автомобіль «ЗІС-5», пам'ятник                                                            | 1975              | Південний в'їзд в місто Запоріжжя на атошляху М18E105                                  |      | Воїнам-автомобілістам, що брали участь Другій світовій війні |
| Загиблим металургам комбінату «Запоріжсталь» під час Другої світової війни, пам'ятник                            |                   | Південне шосе, 72, біля центральної прохідної «Запоріжсталі»                           |      | |
| З нагоди 50-річчя залізничного цеху комбінату «Запоріжсталь», пам'ятник                                          | 1983              | Південне шосе, на території «Запоріжсталі», станція Східна                             |      | |
| Загиблим робітникам заводу «Дніпроспецсталь» під час Другої світової війни, пам'ятник                            |                   | Південне шосе, 8 на території заводу «Дніпроспецсталь»                                 |      | |
| Загиблим робітникам алюмінієвого заводу під час Другої світової війни, пам'ятник                                 |                   | Південне шосе, біля заводоуправління                                                   |      | |
| Загиблим робітникам заводу феросплавів під час Другої світової війни, пам'ятник                                  |                   | Південне шосе, біля заводоуправління                                                   |      | |
| Воїнам 3-ї батареї ППО, пам'ятник                                                                                |                   | Сквер по вулиці Сергія Синенка                                                         |      | |
| Підпільній групі «Ревком», що діяла під час Другої світової війни, пам'ятник                                     |                   | Сквер біля 8-го корпусу ЗНУ                                                            |      | |
| Олександру Вінтеру, пам'ятник                                                                                    |                   | Бульвар Вінтера                                                                        |      | Академіку, начальнику будівництва Дніпровської ГЕС |
| Богдану Хмельницькому, пам'ятник                                                                                 | 1995              | Вулиця Богдана Хмельницького                                                           |      | Пам'ятник українському гетьману Богдану Хмельницькому |
| Промисловому Запоріжжю, стела                                                                                    | На початку 2000-х | На перетині проспекту Соборного та проспекту Металургів                                |      | Стела прикрашена металевими наліпками — зразками продукції запорізьких металургійних заводів |
| Андрію Первозванному, пам'ятник                                                                                  | 24 грудня 2003    | Площа біля кафедрального собору Андрія Первозванного, проспект Моторобудівників        |      | На честь Святого Апостола Андрія Первозванного. Скульптори М. С. Соболь, М. Соболь |
| Князю Святославу, пам'ятник                                                                                      | 15 жовтня 2005    | Вознесенівський парк                                                                   |      | На честь 1040-річчя закінчення переможного походу супроти Хозарського каганату |
| Жертвам голодомора в Україні (1932—1933), пам'ятник                                                              |                   | Біля Кафедрального собору Святої Трійці                                                |      | |
| Жертвам голодоморів в Україні, пам'ятник                                                                         | 29 листопада 2007 | Сквер ім. Олександра Поляка                                                            |      | На честь жертв голодоморів в Україні (1921—1923, 1932—1933 та 1946—1947 років) |
| Дмитру Байді Вишневецькому, пам'ятник                                                                            |                   | Острів Хортиця                                                                         |      | |
| Дмитру Байді Вишневецькому, пам'ятний знак                                                                       | 14 жовтня 2010    | Вулиця Олександрівська, 9                                                              |      | На честь однієї з найбільш уславлених постатєй в історії Запорізького козацтва. Саме гетьман Вишневецький вважається засновником Запорозької Січі |
| «Полеглим борцям за Жовтень» пам'ятник                                                                           | листопад 1927     | майдан Волі                                                                            |      | Пам'ятник встановлено на честь 10-річниці Жовтневої революції. У листопаді 1965 року тут вперше було запалено «Вічний вогонь» |
| «Дружба народів» скульптура                                                                                      | 1953—1954         | Соборна площа                                                                          |      | [ 16 ] |
| «2000-річчя християнства» пам'ятний знак                                                                         | січень 1997       | Соборна площа                                                                          |      | |
| Йосипу Гладкому пам'ятник                                                                                        | 15 жовтня 2010    | Вулиця Дніпровська                                                                     |      | Останньому кошовому отаману Задунайської Січі. Скульптор — Володимир Філатов |
| «Летять журавлі», меморіальний комплекс                                                                          |                   | Вулиця Стартова, 1                                                                     |      | Розташований на місці братської могили, де впродовж 1941—1943 роках були розстріляні 4940 військовополонених бійців та командирів |
| Жертвам політичних репресій, пам'ятний знак                                                                      |                   | Біля колишнього облуправління НКВС                                                     |      | |
| Авіамоторобудівникам, загиблим під час Другої світової війни, пам'ятник                                          | 9 травня 1995     | Вулиця Омельченка, Шевченківському району                                              |      | |
| Тарасу Шевченку, погруддя                                                                                        | 1964              | Біля районної адміністрації ЗМР по Шевченківському району, просп. Моторобудівників, 32 |      | |
| Тарасу Шевченку, погруддя                                                                                        |                   | Біля 3-го корпусу Запорізького національного університету по вулиці Гоголя             |      | |
| На честь першої перемоги Богдана Хмельницького над поляками, пам'ятний знак                                      |                   | Острів Хортиця                                                                         |      | |
| Військовослужбовцям, які загинули під час війни в Афганістані, пам'ятник                                         |                   | Соборний проспект                                                                      |      | |
| Жертвам Чорнобильської катастрофи, пам'ятний знак                                                                |                   | Площа Маяковського                                                                     |      | |
| Співробітникам органів внутрішніх справ, які загинули під час виконання службових обов'язків, пам'ятник          |                   | Напроти Головного управління Національної поліції України по Запорізькій області       |      | Пам'ятний монумент являє собою гранітну плиту, заввишки 3 м, на якій утримується чорний меч (лезом вниз). Меч огортає тканина, яку піднімає вгору голуб. Тканина і голуб також виконані з чорного металу. Пам'ятник стоїть на гранітному постаменті. Поруч з цим пам'ятним комплексом встановлена каплиця. Щороку, 22 серпня в Україні вшановують пам'ять працівників органів внутрішніх справ                                                                                               |
| Валентину Яланському, пам'ятник                                                                                  | 7 листопада 2005  | Сквер ім. Валентина Яланського                                                         |      | Голові виконкому ЗМР у 1974—1987 рр. |
| Козаку Мамаю, пам'ятник                                                                                          | 16 липня 2009     | Острів Хортиця                                                                         |      | Скульптор - Сергій Канищев |
| Олександру Івченку, пам'ятник                                                                                    | 2009              | Вулиця Іванова                                                                         |      | Авіаконструктору КБ «Прогрес» |
| Прикордонникам всіх поколінь, пам'ятник                                                                          | 2012              | Сквер біля Майдану Волі                                                                |      | |
| Леоніду Жаботинському, пам'ятник                                                                                 | 26 жовтня 2017    | Соборний проспект, Алея почесних громадян міста в парку «Трудової слави»               |      | Встановлений на честь дворазового олімпійського чемпіону (1964, 1968) з важкої атлетики, чемпіону світу (1964—1966, 1968), чемпіону Європи (1966, 1968), п'ятиразового чемпіону СРСР (1964—1969), заслуженого майстра спорту СРСР Леоніда Жаботинського. Пам'ятник виготовлений з бронзи у натуральний зріст 1,93 м. Скульптор Ельданіз Гурбанов |
| Якову Пункіну, пам'ятник                                                                                         | 28 грудня 2018    | Соборний проспект, Алея почесних громадян міста в парку Трудової слави                 |      | Встановлений на честь чемпіона XV Олімпійських ігор (1952), переможця всесвітніх фестивалів (1951, 1953), заслуженого майстра спорту з греко-римської боротьби, першого Олімпійського чемпіону серед спортсменів Запоріжжя Яківа Пункіна. Пам'ятник виготовлений з бронзи. Скульптор Ельданіз Гурбанов |
| Вчительці, пам'ятник                                                                                             | 11 жовтня 2014    | Бульвар Шевченка, Алея професій                                                        |      | Бронзова скульптура відтворює образ Тетяни Левченко з кінофільму «Весна на Зарічній вулиці», багато сцен якого знімалися на Запорізькому сталеливарному заводі. Скульптор — Ельданіз Гурбанов |
| Сталевару, пам'ятник                                                                                             | 11 жовтня 2014    | Бульвар Шевченка, Алея професій                                                        |      | Ця бронзова скульптура відтворює образ Олександра Савченка з кінофільму «Весна на Зарічній вулиці», багато сцен якого знімалися на Запорізькому сталеливарному заводі. Скульптор — Олександр Гончарук. |
| Батькам, пам'ятник                                                                                               | 2 жовтня 2018     | Театральний сквер                                                                      |      | Скульптор — Борис Чак. 2 жовтня 2018 року пам'ятник спочатку був встановлений у сквері на площі Профспілок, але згодом вирішено перенести його в Олександрівський район — у сквер Театральний, де він й знаходиться з 2018 року. 9 листопада 2020 року через дії вандалів скульптура зазнала пошкоджень. 12 листопада 2020 року пам'ятник було демонтовано на реставрацію, а 27 листопада 2020 року відновлений пошкоджений «Пам'ятник батькам» та встановлений знову у Театральному сквері. |
| Героям Чорнобиля, пам'ятник                                                                                      | 26 квітня 2018    | Вознесенівський узвіз                                                                  |      | На честь учасників ліквідації наслідків катастрофи на Чорнобильській АЕС. Скульптор пам'ятника — Рубен Оганесян, головний архітектор — Вадим Петренко |
| До 15-річчя недобудови нових мостових переходів через річку Дніпро, пам'ятник                                    | 30 серпня 2019    | Прибережна автомагістраль                                                              |      | З нагоди 15-річчя недобудови мостів через річку Дніпро |
| Тарасу Шевченку, погруддя                                                                                        | 21 вересня 2019   | Біля Запорізького академічного театру молоді, алея «Відомі Запорожці»                  |      | Біля пам'ятника Тарасові Шевченку з боків встановлені таблички, які присвячені Дмитру Донцову та Нестору Махну |
| Байкерам, пам'ятник                                                                                              | 28 грудня 2019    | Прибережна автомагістраль, біля парку Перемоги                                         |      | Встановлений за сприянням спільноти «ЄдинеМотоЗапоріжжя» |
| Феліксу Мовчановському, пам'ятник                                                                                | 6 лютого 2021     | Сквер імені Олександра Пушкіна                                                         |      | Першому очільнику міста Олександрівська (нині — Запоріжжя) |
| Героям Небесної сотні, пам'ятник                                                                                 | 24 серпня 2022    | Парк Перемоги                                                                          |      | Героям революції гідності |
| «Не залишайте своїх рідних та батьків, вони вас чекають», скульптура                                             | 6 травня 2024     | Оріхівська шосе, 10 (напроти Запорізької обласної клінічної лікарні)                   |      | Скульптура з літнім чоловіком, який сидить на лавочці й тримає в руках тростину. На лавочці вигравірувано фразу «Не залишайте своїх рідних та батьків, вони вас чекають» |

18 березня 2022 року в Запоріжжі встановили могильну плиту президенту країни-агресорки володимиру путіну. Ініціатива «поховання» путіну належить одному з запорізьких підприємств з виготовлення пам'ятників. На гранітній плиті окрім портрета путіна, зобразили російський військовий корабль та напрямок, за яким йому слід йти. Президент РФ отримав прізвище, яким його частіше називають в Україні, а дата смерті — 24 лютого 2022.
27 вересня 2022 року в  центрі Запоріжжя був встановлений унікальний арт-об'єкт — величезний бронежилет вагою 2,5 тонни. Автор скульптури є мешканець Запоріжжя, який з перших днів війни займається зварюванням у волонтерському центрі «Паляниця», який розробив систему зварювання автомобільних ресор для виготовлення перших плит у бронежилетах військовим на фронті.

## Реконструйовані паркові скульптури
У 2020 році було здійснено повну реконструкцію Сквера Дружби із заміною скульптурної групи в центрі. Замість фонтану із піонерами перед глядачами постає сучасна паркова скульптура, що зображує групу підлітків. Автор роботи — Сергій Юрченко.

## Меморіальні дошки
Відповідно до рекомендацій Запорізької обласної комісії з питань ліквідації символів тоталітаризму і повернення історичних назв в регіоні, також прибрані з запорізьких вулиць інші пам'ятники та меморіальні дошки:
- Пам'ятник Кузьміну Анатолію Миколайовичу, міністру чорної металургії СРСР у 1949—1954 рр. (вул. Південне шосе, 70)
- Меморіальна дошка Всеволожському Михайлу Миколайовичу (1917—2000), першому секретарю Запорізького обкому КПУ (вул. Жуковського, 66)
- Меморіальна дошка на честь перебування на заводі феросплавів М. І. Калініна і Серго Орджонікідзе (вул. Діагональне шосе, 11)
- Меморіальна дошка Андросова Михайла Васильовича (1920—1962), комсомольському керівнику довоєнного і повоєнного Запоріжжя, партизану-розвіднику, секретарю Жовтневого райкому КПУ (проспект Соборний, 41)
- Меморіальна дошка Д. І. Ульянову (проспект Соборний, 64)
- Меморіальна дошка Л. І. Брежнєву (на перетині вулиць Олександрівської та Дніпровської)
- Меморіальна дошка Дроб'язку Василю Івановичу (1900—1919), революціонеру, члену Першого Олександрівського радянського полку.
- Меморіальна дошка Грязнову Івану Кенсоровичу, члену виконкому Окружної Ради робітничих і селянських депутатів (вул. Фортечна).

## Колишні пам'ятники
| Назва                                                                                               | Дата встановлення | Дата знесення | Розташування                                                               | Фото | Короткі відомості |
| С. М. Кірову                                                                                        | 1956              |               | Біля Палацу культури «ЗАлК», проспект Металургів, 1                        |      | Демонтований 11 березня 2016 року, згідно із законом про декомунізацію |
| В. І. Леніну                                                                                        | 6 листопада 1964  |               | Запорізька площа (колишня — пл. Леніна)                                    |      | Демонтований 17 березня 2016 року, згідно із законом про декомунізацію. Міська влада вирішила зберегти пам'ятник неушкодженим, тому для відокремлення статуї від постаменту була застосована передова технологія різання алмазними тросами. Незважаючи на це, при демонтажі виникли технічні труднощі, через що його загальна тривалість склала 29 годин                                                |
| Феліксу Дзержинському                                                                               | 1977              |               | Майдан Волі                                                                |      | Демонтований 10 березня 2016 року, згідно із законом про декомунізацію |
| На честь загиблих бійців під час збройного повстання в Олександрівську 14 грудня 1905 року, обеліск | 1930              |               | Привокзальна площа                                                         |      | Пам'ятник декомунізований в червні 2016 року |
| Серго Орджонікідзе, погруддя                                                                        | 1986              |               | Біля районної адміністрації ЗМР по Вознесенівському району, вул. Сєдова, 5 |      | Встановлений до 100-річчя від дня народження Серго Орджонікідзе. Скульптор Ф. Зайцев, архітектор П. Чаговець. Демонтований 9 березня 2016 |
| Йосипу Сталіну, погруддя                                                                            | 5 травня 2010     |               | Біля обласного осередку КПУ на вул. Приходській                            |      | Погруддя підірване невідомими 31 грудня 2010 року. Ініціатором відкриття бюсту став місцевий осередок КПУ, а його вартість самими ініціаторами була оцінена у 90 тисяч гривень. З нагоди відкриття пам'ятника комуністи провели мітинг як «зустріч із народними депутатами», яку очолив нардеп-комуніст Олексій Бабурін, позаяк офіційного дозволу на проведення мітингів на цей день міськрада не дала |
| О. С. Пушкіну                                                                                       |                   | 2022          | Майдан Пушкіна, Соборний проспект                                          |      | Демонтовано за рішенням міської влади після початку широкомасштабного російське вторгнення в Україну |